# 白鲟碘泡虫
白鲟碘泡虫（学名：Myxobolus psephurusi）为碘泡科碘泡虫属的动物。在中国，分布于湖北等，营寄生生活，寄生在白鲟的肾。